# Katastrofa lotu Aerofłot 6551
Katastrofa lotu Aerofłot 6551 – katastrofa lotnicza, która wydarzyła się 11 maja 1973 roku w okolicach miasta Semipałatyńsk (obecnie Semej), położonego w północno-wschodniej części Kazachstanu (wówczas Kazachskiej SRR). W wyniku katastrofy samolotu Iljuszyn Ił-18 należącego do linii lotniczych Aerofłot, śmierć poniosły 63 osoby (55 pasażerów i 8 członków załogi) – wszyscy na pokładzie.

## Przebieg lotu
Iljuszyn Ił-18 (nr rej. CCCP-75687) odbywał lot z Taszkentu do Nowosybirska. Maszyna wzbiła się w powietrze o godzinie 2:25 czasu lokalnego. Samolot leciał na wysokości 9000 metrów, po jakimś czasie zniżył się na wysokość 7800 metrów. O godzinie 4:37 maszyna zniknęła z radarów. 
Wrak samolotu został odnaleziony na stepie, 84 kilometry na południe od miasta Semipałatyńsk. Części samolotu leżały w dwóch miejscach, oddalonych od siebie o 3,5 kilometra; co świadczyło, że samolot rozpadł się, jeszcze gdy był w powietrzu. Na podstawie zapisów z czarnych skrzynek ustalono, że samolot rozpadł się w czasie podchodzenia do lądowania awaryjnego. Nigdy nie udało się ustalić co spowodowało, że piloci podjęli decyzję o lądowaniu awaryjnym.  Uniemożliwiło to ustalenie przyczyny katastrofy.